# Adelphobates galactonotus
Espèce
Synonymes
- Dendrobates galactonotus Steindachner, 1864
- Dendrobates paraensis Boulenger, 1913

Statut de conservation UICN

 LC  : Préoccupation mineure
Statut CITES
Adelphobates galactonotus est une espèce d'amphibiens de la famille des Dendrobatidae.

## Répartition et habitat
Cette espèce est endémique du Brésil. Elle se rencontre dans les États du Pará, du Maranhão et du Tocantins.
Elle vit dans la forêt tropicale humide. C'est une espèce terrestre qui vit sur la litière de feuille.

## Reproduction
La reproduction se fait dans des flaques d'eau temporaires. Les œufs sont déposés sur le sol, les têtards sont ensuite transportés dans de l'eau.

## Taxinomie
Dans sa publication originale, Steindachner attribue le taxon Dendrobates galactonotus à Leopold Fitzinger toutefois, selon l'ASW, c'est clairement Steindachner qui en a effectué la description.

## Publication originale
- Steindachner, 1864 : Batrachologische Mittheilungen. Verhandlungen der Kaiserlich-Königlichen Zoologisch-Botanischen Gesellschaft in Wien, vol. 14, p. 239–288 (texte intégral).